# Martuni
Martuni – miasto w Armenii, w prowincji Gegharkunik.